# Leszków

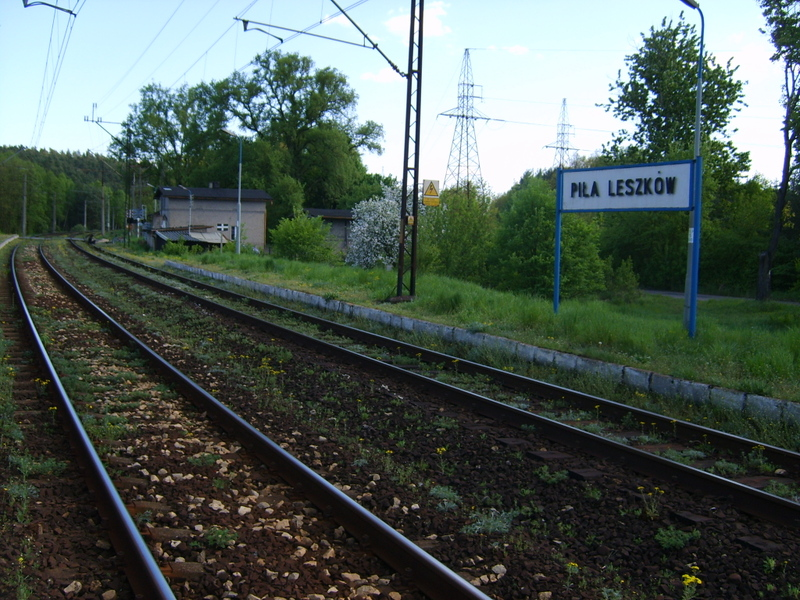
Przystanek kolejowy na Leszkowie

Leszków – część Piły w obrębie jednostki pomocniczej gminy osiedla Podlasie, położona między rzeką Gwdą, obwodnicą miasta w ciągu drogi krajowej nr 11, linią kolejową nr 18 i lasem sosnowym w zachodniej części miasta. Na terenie Leszkowa znajduje się cmentarz jeńców zmarłych w pilskim obozie w latach 1915–1918, a także cmentarz żołnierzy polskich i radzieckich, poległych w walkach o Wał Pomorski. 
Do Leszkowa dotrzeć można autobusami Miejskiego Zakładu Komunikacji (linia 6 do przystanku „Walki Młodych Pętla” oraz linia K do przystanku „Leszków”). Do 2008 roku funkcjonował także przystanek kolejowy Piła Leszków, jednak od 2008 roku nie zatrzymują się na nim żadne pociągi.